# 弗拉基米尔·康斯坦丁诺维奇·普洛特尼科夫
弗拉基米尔·康斯坦丁诺维奇·普洛特尼科夫（1932年7月12日—）是俄罗斯政治人物，联邦委员会议员。
在当选联邦委员会议员前，他也曾担任第一届和第二届莫斯科市杜马议员。